# Anomala hopei
Anomala hopei är en skalbaggsart som beskrevs av Kirsch 1875. Anomala hopei ingår i släktet Anomala och familjen Rutelidae. Inga underarter finns listade i Catalogue of Life.